# ولندام
ولندام (به هلندی: Volendam) یک منطقهٔ مسکونی در هلند است که در ایدام-فولن‌دام واقع شده‌است. ولندام ۲۲٬۰۰۰ نفر جمعیت دارد.